# Windmill Islands
Windmill Islands, Oaza Grearsona – oaza antarktyczna na Wybrzeżu Budda na Ziemi Wilkesa na Antarktydzie.

## Warunki naturalne
Jest to skalisty obszar, częściowo wolny od pokrywy lodowej, obejmujący 75 km², z czego 40 km² przypada na cztery największe półwyspy. Trwała pokrywa lodowa obejmuje od 48 do 84% powierzchni półwyspów, na wyspach jest mniej rozległa. Nieliczne jeziora na wyspach rozmarzają w sezonie letnim.
Wyspy dzielą się na trzy grupy: te położone w pobliżu półwyspów Clark, Bailey i Mitchell są niskie, a ich wysokość rośnie w kierunku południowym. Oddalone od brzegu wyspy Donovan i Frazier mają wysokie klify. Wyspy pomiędzy półwyspem Mitchell i lodowcem Vanderford są strome, mają nierówną powierzchnię i wysokie klify wznoszące się z głębokich wód południowej części zatoki; niektóre sięgają 100 m n.p.m. Półwyspy składają się z niskich, zaokrąglonych wzgórz, podzielonych przez doliny wypełnione śniegiem i osadami morenowymi.
Amerykanie nadali temu obszarowi nazwę Windmill Islands, jako że w antarktycznym lecie 1947-48 działał tu personel Operacji Windmill, stanowiącej część większej Operacji Highjump. Popularna, choć nieoficjalna nazwa tej operacji („Wiatrak”) nawiązywała do śmigłowców używanych przez żołnierzy.

## Historia badań
Pierwsze mapy tego obszaru sporządzono w ramach Operacji Highjump w lecie 1946-47. Od 1957 do 1969 roku na półwyspie Clark funkcjonowała amerykańska, a później australijska stacja polarna Wilkes. W 1969 roku Australijczycy przenieśli działalność do stacji Casey na sąsiednim półwyspie Bailey.